# Прапор Алнаського району
Прапор Алнаського району є одним з офіційних символів муніципального утворення «Алнаський район» Удмуртської Республіки Російської Федерації.
Прийнято рішенням Алнаської районної Ради депутатів від 24 жовтня 2003 року.

## Опис
Прапор Алнаського району являє собою прямокутне двоколірне полотнище із співвідношенням ширини до довжини 1:2, складається з двох рівновеликих горизонтальних смуг: верхньої - червоного і нижньої - чорного кольору. В середині розташована емблема у вигляді літери «А» срібного кольору, з перемичкою в вигляді стріли.
За стародавніми міфологічними уявленнями біло-чорно-червоний триколор означає три рівні Всесвіту (верхній, середній і нижній світи).

### Тлумачення кольорів і символів
- Чорний колір є символом землі і стабільності[1].
- Червоний колір — символ сонця, торжества і життя[1].
- Білий колір — символ космосу і моральної чистоти[1].
- Буква «А» є символом найменування району, а також, згідно з задумом автора герба Ю.Н. Лобанова, будучи першою літерою алфавіту, вказує на лідируючу позицію району в сільському господарстві і культурі Удмуртії[2].
- Стріла показує спрямованість в краще майбутнє, а також є даниною давніми віруваннями удмуртів, що приписували стрілі магічні властивості[2].